# Pursat
Pursat ( /poʊˈsɒt/ poh-SOT) es la capital de la provincia de Pursat, Camboya. Su nombre deriva de un tipo de árbol. Se encuentra en el río Pursat.

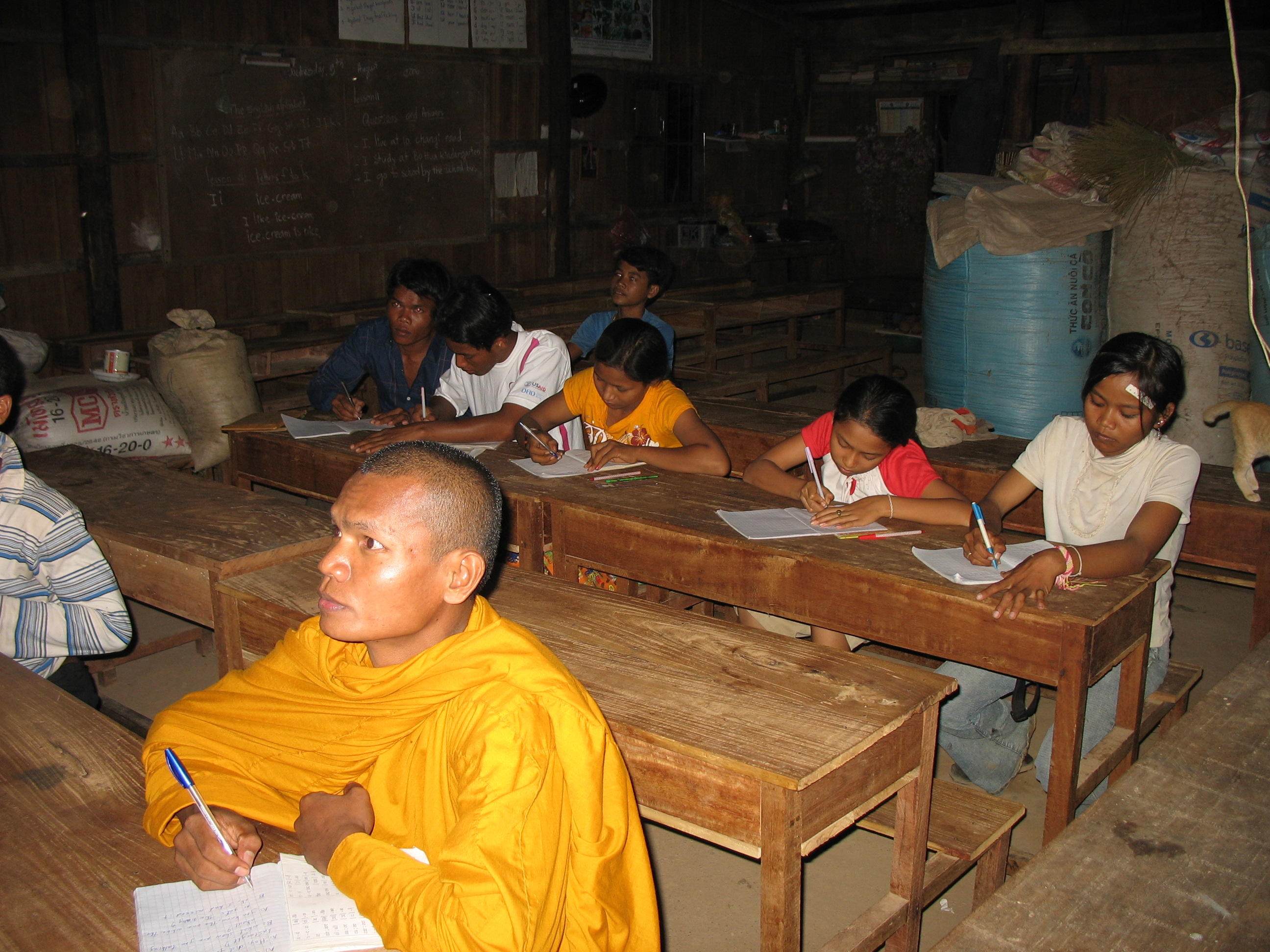
Una escuela en Pursat

Pursat se encuentra en el centro de la parte más poblada de la provincia. Está completamente rodeada por otros distritos y es el único distrito de Pursat que no comparte frontera con otra provincia. Al norte de Pursat se encuentra el distrito de Kandieng, mientras que Bakan forma las fronteras noreste y oriental. Phnum Kravanh está al sur y Krakor forma el límite occidental a lo largo de la carretera nacional número cinco. Este es el distrito más pequeño de la provincia de Pursat por superficie y tiene la mayor densidad de población. 
El río Pursat, que comienza en los Montes Cardamomos del norte, fluye a través del centro del distrito en la ciudad de Pursat en su camino a la Tonle Sap. Hay pequeños parques junto al río, donde los residentes urbanos de Pursat a menudo vienen a sentarse en el fresco de la noche.

## Historia
Durante la instauración de la monarquía, en la que las tropas siamesas lograron establecer al príncipe Ang-Duong, arrebataron a los annamitas el control de la ciudad de Pursat. La ciudad era conocida antiguamente por las autoridades francesas como Pourthiésat. En un informe de 1885, la administración colonial señalaba que el principal producto producido en la zona de Pursat era el cardamomo, donde los habitantes del distrito se desplazaban en masa a las montañas, concretamente cerca de las fuentes hídricas, con el motivo de recolectar semillas.
Cerca de la capital provincial se han construido varios wats y otros lugares religiosos, como el Wat Sbov Rik, situado a 15 kilómetros de la capital, donde algunos de sus paneles que datan entre 1952 y 1955, en el cual muestran figura de Bodhisattva. Otro lugar religioso situado al suroeste de la capital es Wat Souriya, cuyas pinturas datan del siglo XVI. En un informe de 1975 de la Escuela Francesa de Extremo Oriente (en francés: École française d'Extrême-Orient), los investigadores del instituto señalaron que uno de los lugares religiosos de Pursat, la Pagoda de Banteay Dei (en camboyano: វត្តបន្ទាយដី), contenía dos grandes estatuas de Buda que databan de los siglos XVI-XVII, el edificio recibe el nombre de "Ciudadela de la Tierra", que tiene ciertas connotaciones de la historia militar de la provincia.